# Independència del Cap

La bandera més utilitzada pel moviment de la Independència del Cap.

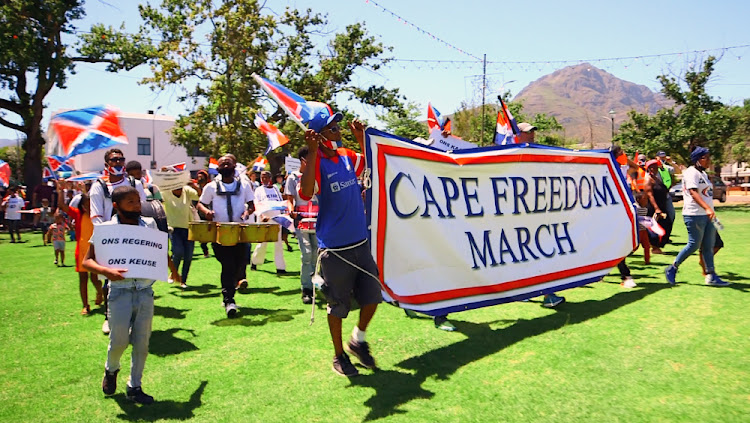
Defensors del moviment de la Independència del Cap assistint a una manifestació.

Independència del Cap (en afrikaans: Kaapse onafhanklikheid; en xhosa: inkululeko yaseKapa), també conegut amb el nom de CapeXit, és un moviment polític que persegueix la independència de la província del Cap Occidental (però també parts de les províncies del Cap Oriental i del Cap Septentrional) de Sud-àfrica.

## Context

Fronteres de l'actual província del Cap Occidental mostrada en vermell dins Sud-àfrica.

La província del Cap Occidental és la província amb més diversitat racial de Sud-àfrica, sent l'única província sense un grup racial majoritari. Poc menys de la meitat dels habitants de la província parlen l'afrikaans com a primera llengua, amb minories importants que parlen el xhosa i l'anglès com a primera llengua.
El líder de l'Aliança Democràtica, John Steenhuisen, ha indicat el seu suport a les propostes de descentralització que donarien al Cap Occidental més autonomia. Els crítics de les propostes de descentralització, inclosos els líders del Congrés Nacional Africà (CNA), argumenten que constitueixen un suport encobert per a la independència del Cap.

## Història

### Post apartheid

Fronteres de l'antiga província del Cap (1976-1994) dins la Unió Sud-africana.

Amb la caiguda del sistema d'apartheid i l'aplicació d'una nova constitució, la província del Cap, així com d'altres, va quedar dividida en tres noves províncies: el Cap Occidental, el Cap Oriental, el Cap Septentrional i una part a la província del Nord-oest. Durant les eleccions de 1994, el Cap Occidental va ser una de les úniques províncies que no va votar pel Congrés Nacional Africà, i va optar per votar per l'ara reformat i no racial Nou Partit Nacional. Al llarg dels anys següents, el Congrés Nacional Africà mai ha aconseguit una majoria absoluta al Cap Occidental, només va formar un govern provincial una vegada del 2004 al 2009 durant un període de fort creixement econòmic. No obstant això, amb la disminució del creixement i l'augment dels escàndols polítics com l'acord d'armes i la negació del VIH, el Cap Occidental va votar a favor de l'Aliança Democràtica el 2009, que ha estat al govern des de llavors.

### Creixement
El moviment modern de la Independència del Cap va començar el 2007, quan el Partit del Cap es va fundar a partir d'un grup a la xarxa Facebook, basat en la creixent desil·lusió amb l'ús continuat del govern nacional de polítiques basades en la raça i la disminució del creixement econòmic. El moviment no va guanyar gaire suport fins a la segona meitat de la dècada del 2010, quan, després d'anys de corrupció governamental persistent, la incapacitat del DA per créixer significativament fora del Cap, va frenar el creixement econòmic i va augmentar la retòrica nacionalista dins i fora del Cap - es van formar altres organitzacions com CapeXit, Gatvol Capetonian i Sovereign State of Good Hope.
Amb l'inici de la pandèmia de la COVID-19 i una major desil·lusió amb el govern nacional que no es va reformar malgrat tenir un nou líder, el moviment va començar a agafar impuls. Aquell mateix any, es va formar el grup de pressió política Cape Independence Advocacy Group. Més tard el mateix any, el Freedom Front Plus, va aparèixer donant suport de la independència del Cap.

### Ultimàtum de referèndum
L'octubre de 2023, l'Aliança del Referèndum del Cap, un grup d'organitzacions proindependència, va enviar un ultimàtum al primer ministre Alan Winde perquè convoqués un referèndum sobre la independència o perquè demanés al president de Sud-àfrica que el convoqués. El primer ministre es va negar. Com a resultat, la CIAG va llançar el Partit del Referèndum com a resposta. Un partit polític amb un sol punt que busca mantenir un govern pel Cap Occidental liderat per l'Aliança Democràtica, però forçar la qüestió d'un referèndum com a condició de coalició.

## Arguments a favor
Els defensors de la Independència del Cap defensen la secessió de la província de Sud-àfrica en base a diferents línies:

### Culturals
La regió del Cap és demogràficament diferent de la resta del país: la primera llengua de la majoria dels habitants és l'afrikaans, la regió és molt més diversa ètnicament i el grup ètnic més gran són els anomenats coloured. Aquesta barreja de grups i cultures ha donat a la província de Cap un patrimoni cultural únic com les desfilades de Kaapse Klopse o la cuina dels malais del cap.

### Econòmics
Els defensors han argumentat que les polítiques econòmiques actuals de Sud-àfrica estan ofegant el creixement i el desenvolupament, i que un Cap independent, amb una ideologia econòmicament més liberal, estaria millor.

### Ideològics
El Cap Occidental és l'única província del país que mai no ha votat per majoria al governant del Congrés nacional Africà. També és l'única província que té un govern provincial no controlat per aquest partit. Tradicionalment, la regió més gran del Cap rep un suport substancial per l'Alliança Democràtica, amb el partit més liberal rebent un fort suport dels anomenats coloured, i més generalment de les persones amb l'anglès o l'afrikaans com a primera llengua.

### El no-racialisme
Alguns defensors de la independència afirmen que les polítiques d'Empoderament Econòmic Negre (sigles en anglès BEE) implementades pel govern nacional discriminen injustament la majoria dels habitants del Cap Occidental. Líders de color com Fadiel Adams afirmen que sota les lleis actuals de les BEE, les persones de color són injustament discriminades. Com a quotes demogràfiques nacionals (nou per cent) imposades a una regió on els coloured constitueixen la majoria. Els defensors fan campanya perquè un Cap independent les lleis basades en la raça estiguin prohibides.

### Estabilitat
Els defensors de la independència exposen els disturbis a l'est i el nord del país del juliol de 2021 com a prova de la inestabilitat social a Sud-àfrica. La gent del Cap Occidental creu que la seva província d'origen està millor governada que la resta del país. Per tant, els partidaris de la Independència del Cap argumenten que un Cap independent estaria millor dirigit i podria proporcionar més estabilitat a la seva població. No obstant això, i atès que el Cap Occidental alberga algunes de les regions amb les pitjors taxes d'assassinats a Sud-àfrica, no és segur si aquesta percepció d'estabilitat és certa.

## Crítiques al moviment

### Acusacions de racisme
El moviment de la Independència del Cap ha estat acusat de racisme. Alguns crítics al·leguen que el moviment és un intent de crear un estat etnonacionalista blanc i tractar de reimplementar l'antic sistema d'apartheid. L'enquesta realitzada per Victory Research en nom del Cape Independence Advocacy Group (CIAG) el juliol de 2021 va trobar que el 64% de les persones blanques, el 50% dels coloured i el 22% dels negres donaven suport a la Independència del Cap.
L'abril de 2022, el CIAG va ser acusat de racisme per l'edició d'un pictograma que representava la resta de Sud-àfrica en negre i el Cap Occidental amb tons de marró, negre i blanc. Això es va mostrar al costat de dos pictogrames més amb els símbols de l'URSS i de l'ANC sobre Sud-àfrica, i en canvi sobre el Cap Occidental mostrant els colors d'Ucraïna i l'Aliança Democràtica sota el títol "Som diferents".

### Legalitat vigent
Els crítics argumenten que caldria una esmena constitucional, ja que la secció 235 de la Constitució de Sud-àfrica, tot i que estableix formalment i oficialment "el dret d'autodeterminació de qualsevol comunitat que comparteixi un patrimoni cultural i lingüístic comú", no imposa una obligació legal per l'Assemblea Nacional a respectar aquest dret a l'autodeterminació; i per tant, que un referèndum no seria vinculant; ni tampoc proporciona el marc perquè un territori de la República es pugui separar. A més, també argumenten que advocar equival a sedició.

### Temor a una guerra civil
Altres opositors al moviment per la Independència del Cap afirmen que fins i tot si es fes un referèndum amb èxit, el govern nacional mai reconeixeria el resultat i encarregaria als militars el control de la regió, provocant així una possible guerra civil.

## Organitzacions involucrades
A continuació es presenta en una taula algunes de les organitzacions implicades en el moviment per la Independència del Cap.
| Nom de l'organització            | Tipus              | Objectiu                                                                                     | Regions incloses |
| -------------------------------- | ------------------ | -------------------------------------------------------------------------------------------- | --- |
| Cape Independence Advocacy Group | Grup de pressió    | Pressionar el govern del Cap Occidental perquè celebri un referèndum                         | Cap Occidental |
| Partit del Referèndum            | Partit polític     | Coalició al govern del Cap Occidental i exigir un referèndum                                 | Cap Occidental |
| CapeXit                          | ONG                | Assegurar prous mandats per pressionar per a la celebració d'un referèndum                   | Cap Occidental |
| Cape Coloured Congress           | Partit polític     | Coalició al govern del Cap Occidental i exigir un referèndum                                 | Cap Occidental i zones de majoria coloured a les províncies del Cap Septentrional i el Cap Oriental.                     |
| Partit del Cap                   | Partit polític     | Coalició al govern del Cap Occidental i exigir un referèndum                                 | Cap Occidental, regions majoritàriament de parla afrikaans del Cap Oriental, del Cap Septentrional, i de l'Estat Lliure. |
| Freedom Front Plus               | Partit polític     | Coalició al govern del Cap Occidental i exigir un referèndum                                 | Cap occidental |
| Gatvol Capetonain                | Organització civil | Organització cívic que promou els drets dels coloureds                                       | Cap occidental i àrees de majoria coloured del Cap Oriental- i del Cap Septentrional.                                    |
| Sovereign State of Good Hope     | Organització civil | Cercar la independència mitjançant els drets dels aborígens en virtut del dret internacional | Cap occidental, la totalitat del Cap Septentrional i la meitat occidental del Cap Oriental.                              |